# Beautiful Trauma
„Beautiful Trauma“ е седмият студиен албум на американската поп изпълнителка Пинк, издаден през октомври 2017. Достига до първо място в класацията за албуми Билборд 200, като в САЩ са продадени 1 милион копия и получава платинена сертификация. От албума са издадени общо четири сингъла „What About Us“, „Beautiful Trauma“, „Whatever You Want“ и „Secrets“.

## Списък с песни

### Оригинален траклист
1. „Beautiful Trauma“ – 4:10
2. „Revenge“ (с Еминем) – 3:46
3. „Whatever You Want“ – 4:02
4. „What About Us“ – 4:29
5. „But We Lost It“ – 3:27
6. „Barbies“ – 3:43
7. „Where We Go“ – 4:27
8. „For Now“ – 3:36
9. „Secrets“ – 3:30
10. „Better Life“ – 3:20
11. „I Am Here“ – 4:06
12. „Wild Hearts Can't Be Broken“ – 3:21
13. „You Get My Love“ – 5:11

### Японско издание
1. „White Rabbit“ – 2:43